# Veľký Milič
Veľký Milič (maďarsky Nagy-Milic, 895 m n. m.) je zalesněný kopec v jižní části Slanských vrchů. Leží nad vsí Slanská Huta zhruba 20 km jihovýchodně od Košic přímo na maďarsko-slovenské státní hranici. Slovenská část se nachází na území okresu Košice-okolí (Košický kraj), maďarská v okrese Sátoraljaújhely (župa Borsod-Abaúj-Zemplén). Na severním úbočí kopce leží přírodní rezervace Miličská skala.

## Přístup
Na kopec lze nejsnáze vystoupit z obce Slanská Huta. Po zelené značce dojdeme na rozcestí Mala Marovka, kde odbočíme na žlutou. Po ní pokračujeme po státní hranici až k rozcestí Veľký Milič – sedlo. Zde odbočíme na modrou, která nás po krátkém výstupu (250 m) vyvede na vrchol.

## Chráněné území
Veľký Milič je národní přírodní rezervace v oblasti Prešov. Nachází se v katastrálním území obce Skároš v okrese Košice-okolí v Košickém kraji. Území bylo vyhlášeno či novelizováno v roce 1967 na rozloze 67,8100 ha. Ochranné pásmo nebylo stanoveno.